# Expoliva
La Feria Internacional del Aceite de Oliva e Industrias Afines, también conocida como Expoliva, es una feria de carácter bienal promovida por la Fundación del Olivar y celebrada en la ciudad española de Jaén.
Se celebra desde el año 1983 y, desde 1997, tiene lugar en el Recinto Provincial de Ferias y Congresos de Jaén (IFEJA).
Su carácter internacional la convierte en un referente mundial de las ferias dedicadas al sector del aceite de oliva.

## Cifras y datos
En 2007, tuvo lugar la decimotercera edición de Expoliva, que se cerró con un nuevo récord de visitantes y expositores. Contó con alrededor de 15.000 m² de feria distribuidos en 4 pabellones, donde se reunieron 300 empresas expositoras procedentes de 27 provincias españolas y 12 países extranjeros y recibió más de 100 000 visitas, de las que unas 40 000 fueron de profesionales.
En ella se dan cita las empresas nacionales e internacionales más importantes del sector.
La mayoría de los países participantes pertenecen a la cuenca del Mediterráneo (Portugal, Italia, Marruecos, Túnez o Israel), así como Francia y Alemania.

## Simposio Científico-Técnico y premios Expoliva
El Simposio es una actividad paralela a la feria. Se compone de 5 foros:
- Foro de la Salud y el Aceite de Oliva
- Foro de la Industria Oleícola, Tecnología y Calidad
- Foro de la Cultura del Aceite de Oliva
- Foro Económico y Social
- Foro del Olivar y Medio Ambiente

También se celebran diferentes concursos y premios relacionados con el aceite de oliva y con la exposición: 
- Premio Internacional a la Calidad
- Premio de Comunicación
- Premio al Mejor Alimento elaborado con aceite de oliva
- Premio de Oleoturismo
- Concurso de Innovaciones Técnicas
- Concurso de Diseño de Stand